# Tamar Iveri
Tamar Iveri, georgisch თამარ ივერი, auch Tamar Iweri (* 8. September 1971 in Tbilisi) ist eine georgische Opernsängerin (Sopran). Sie ist die Tochter des bekannten Baritons Awtandil Dschawakischwili, der sie maßgeblich förderte.

## Leben
Schon als Kind sang Tamar Iveri im Kinderchor der Oper Carmen. Die Künstlerin studierte Gesang am Konservatorium von Tbilisi. Anschließend debütierte sie 1998 in ihrer Geburtsstadt als Desdemona in Otello. 1999 gewann sie den ersten Preis beim Internationalen Mozartwettbewerb in Salzburg. Tamar Iveri sang auf den Opernbühnen von Bonn, Berlin, Graz, Wien, London, Venedig, Paris, Hamburg, New York, München etc. An der Mailänder Scala debütierte sie im Dezember 2011 als Donna Anna in Don Giovanni unter Daniel Barenboim. Zu ihrem Rollenrepertoire gehören u. a. die Norma, Nedda, Aida, Tosca, Manon, Donna Elvira und Mimi. Neben ihrer Bühnenpräsenz ist die Künstlerin auch als Konzert- und Liedsängerin tätig. Zu ihrem Repertoire gehören beispielsweise Lieder von Sergej Rachmaninow, Pjotr Iljitsch Tschaikowski, Hugo Wolf sowie Richard Strauss.
Die Künstlerin erhielt mehrere Preise und Auszeichnungen. Beispielsweise wurde sie 2001 von der Wiener Staatsoper mit der Eberhard-Waechter-Medaille ausgezeichnet. Ferner erhielt sie für ihre künstlerischen Verdienste in Georgien einen Ehrenpreis. Tamar Iveri ist mit dem Ringer Raul Zchadadse verheiratet.

## Trivia
2014 trennte sich die Oper Sydney von der Sopranistin, weil auf ihrer Facebook-Seite Homosexuelle verunglimpft wurden. Zu den Ausfällen Homophober gegen eine Gay-Parade schrieb sie: "Ich war stolz darauf, wie die georgische Gesellschaft auf die Parade gespuckt hat … Bitte stoppt die Versuche, mit Propagandamitteln westliche ‚Fäkalmassen‘ in die Mentalität der Menschen zu bringen." Die Sängerin wehrte sich gegen die Vorwürfe. Den umstrittenen Kommentar habe, so Tamar Iveri, ihr Mann in ihrem Namen und ohne ihr Wissen auf Facebook gestellt, da er religiös sei. Nach tausenden Protesten habe sie ihn nach neun Tagen immerhin gelöscht. „Ich bin schockiert und traurig über Medienberichte, die mich als homosexuellenfeindlich bezeichnen“, konstatierte sie auf Facebook. Tamar Iveri plante 2014 ein Benefizkonzert für jene, die von ihr diskriminiert wurden. Ihre Homepage enthält (Stand 6. Oktober 2016) keinen Hinweis auf tatsächliches Stattfinden eines solchen Konzerts, wohl aber auf Mitwirkung an einer Benefizveranstaltung für die AIDS-Hilfe schon im Jahr 2005.